# نورث امریکن ایکس-۱۵

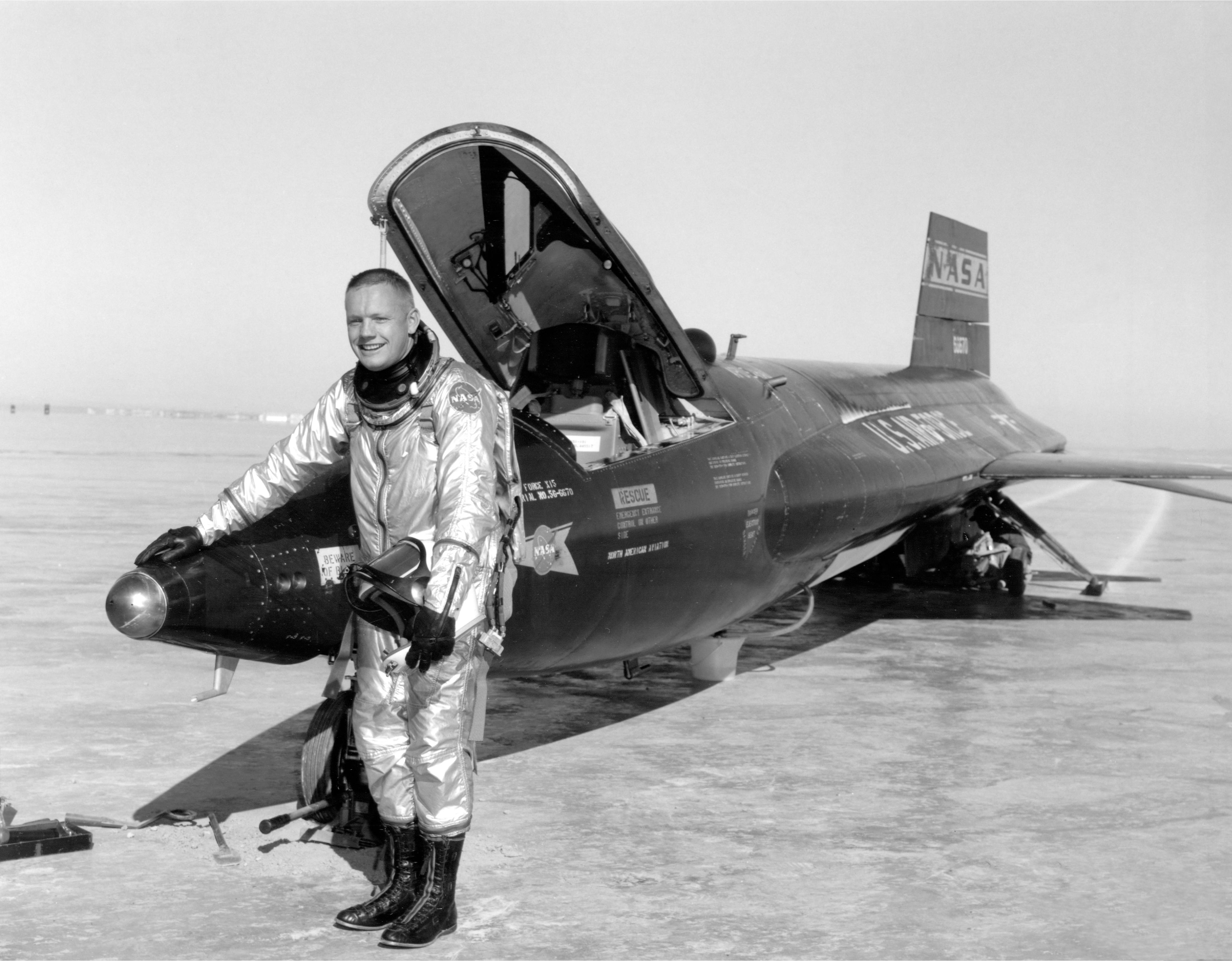
خلبان نیل آرمسترانگ در کنار نورث امریکن ایکس ۱۵–۱ بعد از یک پرواز تحقیقاتی. او اولین پرواز خود با ایکس - ۱۵ را در ۳۰ نوامبر ۱۹۶۰ و دومین پرواز را با همان هواپیما در ۹ دسامبر همان سال انجام داد.

نورث امریکن ایکس-۱۵(به انگلیسی: North American X-15) یک موشک-هواپیمای اَبَرصوت پژوهشی ساخته شده توسط ناسا و نیروی هوایی ایالات متحده آمریکا به عنوان بخشی از سری هواپیماهای ایکس بود که از موتور راکت به عنوان پیشرانه استفاده می‌کرد. در ابتدای دهه ی شصت ایکس-۱۵ رکورد بیشترین سرعت و ارتفاع را با رسیدن به مرز فضا برای خود ثبت کرد. تا به امروز نیز ایکس-۱۵ رکورد رسمی سریعترین هواپیمای سرنشین‌دار را با حداکثر سرعت ۷۲۷۴ کیلومتر بر ساعت (۵.۹ ماخ) در اختیار دارد.
در طول برنامه ایکس-۱۵، در مجموع ۱۳ پروازی که به منظور رکوردگیری انجام شد تنها هشت خلبان توانستند از مرز ۸۰ کیلومتر ارتفاع، که معیار پروازهای فضایی نیروی هوایی امریکاست بگذرند، و در نتیجه واجد داشتن شرایط خلبانان، برای فضانوردی شدند. خلبانان نیروی هوایی بلافاصله پس از به دست آوردن این موفقیت واجد شرایط در شاخه فضانوردی محسوب می‌شدند در حالی که خلبانان غیرنظامی در شاخه فضانوردی ناسا، در سال ۲۰۰۵، یعنی ۳۵ سال پس از آخرین پرواز ایکس-۱۵ این امتیاز را به دست آوردند. خلبانان نیروی دریایی در برنامه ایکس-۱۵ هرگز موفق نشدند که بالاتر از ارتفاع ۸۰ کیلومتری لازم پرواز کنند.
ایکس-۱۵، در طی یک دوره تقریباً ۱۰ ساله در پرواز بود، از سال ۱۹۵۹ تا اکتبر ماه ژوئن سال ۱۹۶۸ میلادی این پروازها ادامه داشت. مجموعهٔ رقم‌های سرعت و ارتفاع سوابق در جهان غیررسمی اعلام شده‌است. اطلاعات به دست آمده از برنامه‌های موفق ایکس-۱۵، به توسعه برنامهٔ پروازهای فضایی عطارد، (مارینر ۱۰ و مسنجر) جمینی، و آپولو سرنشین دار و برنامهٔ شاتل فضایی کمک کرده‌است، و همچنین، ایکس-۱۵اس در مجموع ۱۹۹ پرواز و حمل و نقل هوایی انجام داده است.
ایکس-۱۵ نخستین هواپیمایی بود که از دماغهٔ توپی بهره می‌برد. دماغهٔ توپی اندازه‌گیری دقیقی از سرعت هوا و زاویهٔ جریان در سرعت‌های زِبَرصوت و اَبَرصوت را به دست می‌داد. نیل آرمسترانگ این هواپیما را برای نخستین بار خلبانی کرد. این دماغهٔ توپی در عکس، در مقابل دست راست آرمسترانگ دیده می‌شود. برای فرود، هواپیمای ایکس- ۱۵ دارای ارابهٔ فرود غیراستاندارد بود، ارابهٔ فرود دماغهٔ آن دارای چرخ و لاستیک بود، در این عکس تیرک ترمز سمت چپ دیده می‌شود. سیستم اصلی فرود شامل دو سورتمه، سوار شده در قسمت عقب هواپیما است. دو خط ترمز بر روی بستر خاکی را هر دو سورتمه ایجاد کرده‌اند. به خاطر همین ترمز سورتمه‌ای، موشک-هواپیما تنها می‌تواند بر روی یک بستر خاکی زمین خشک، و نه در باند بتنی فرودگاه، فرود آید.

## نگارخانه

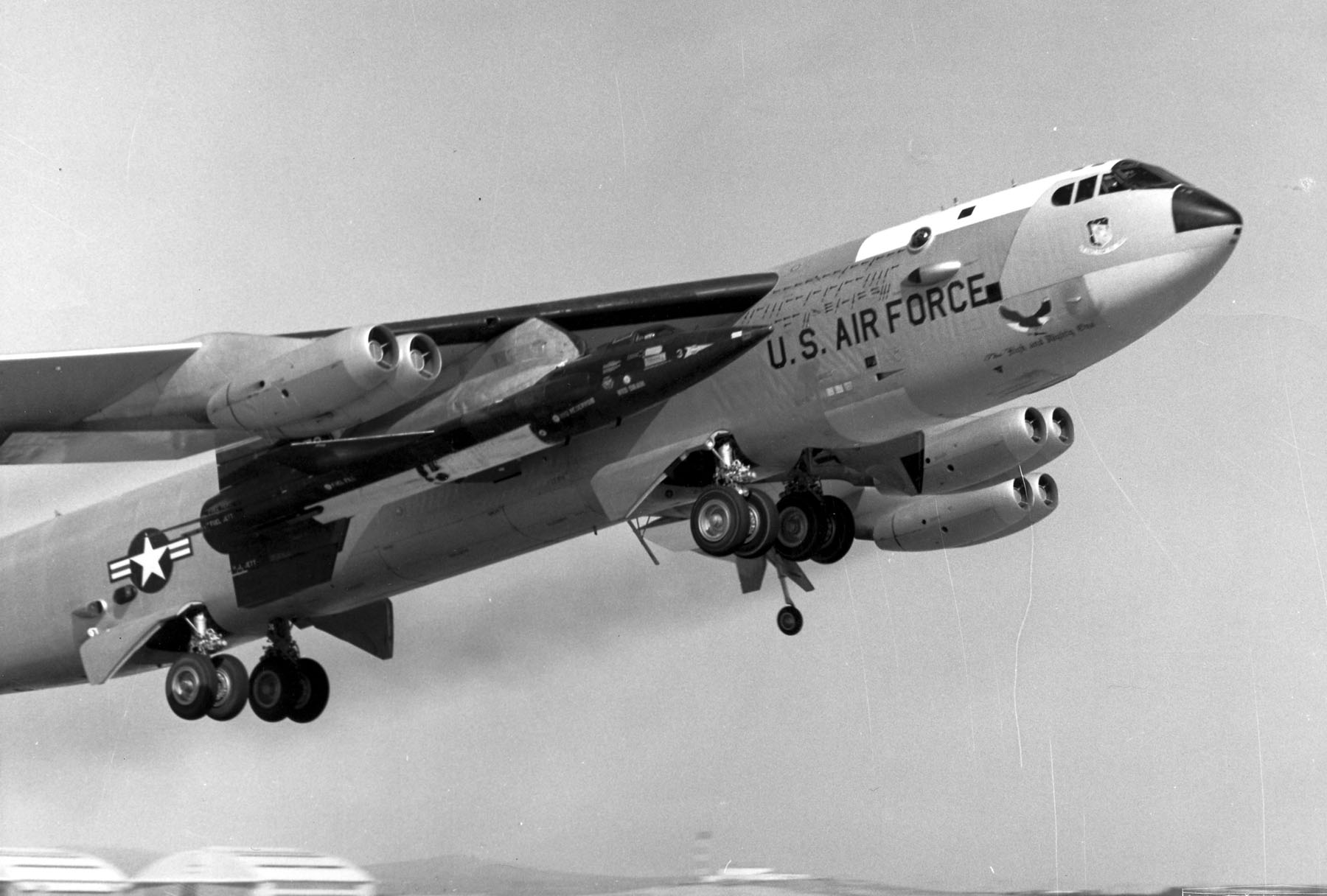
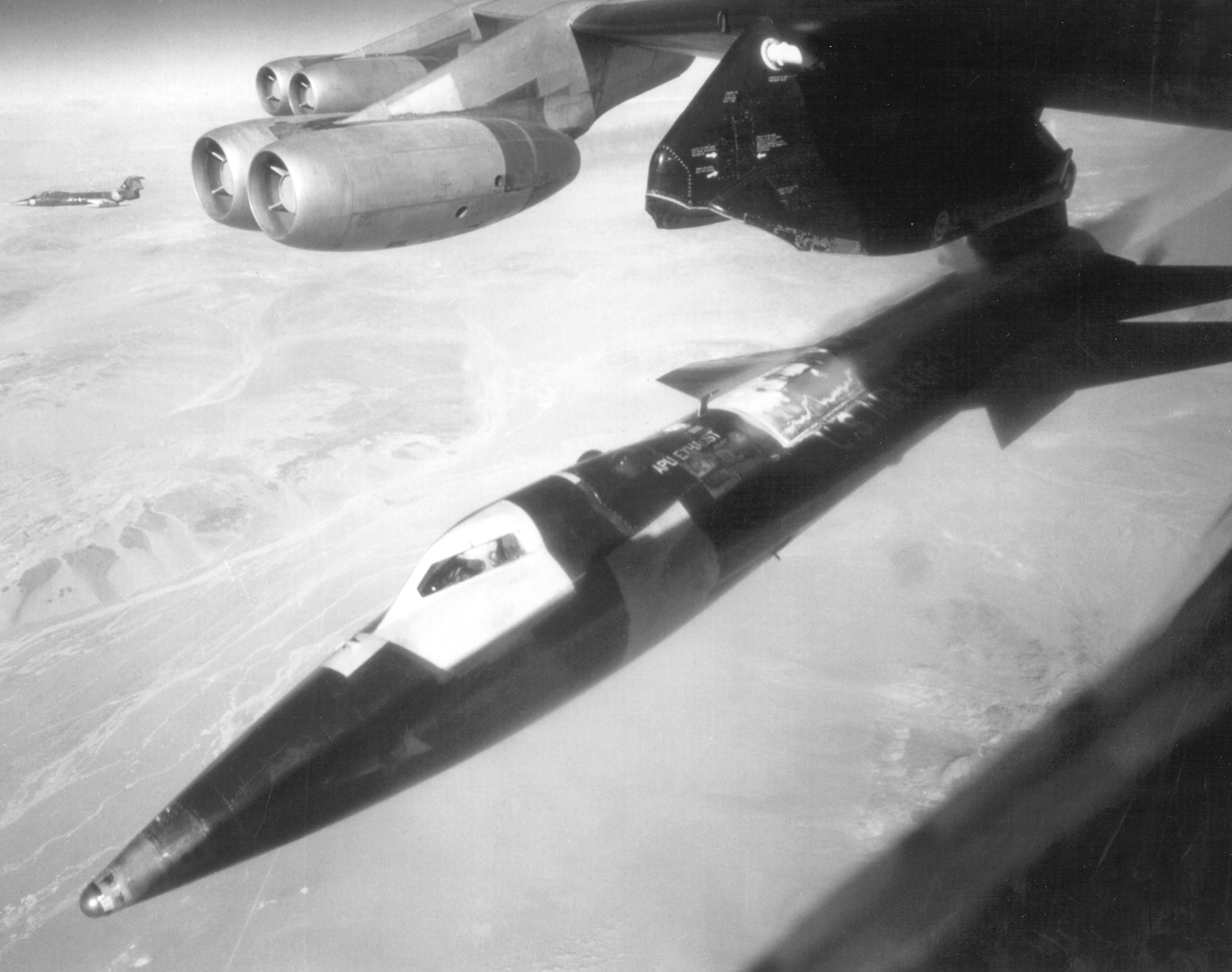
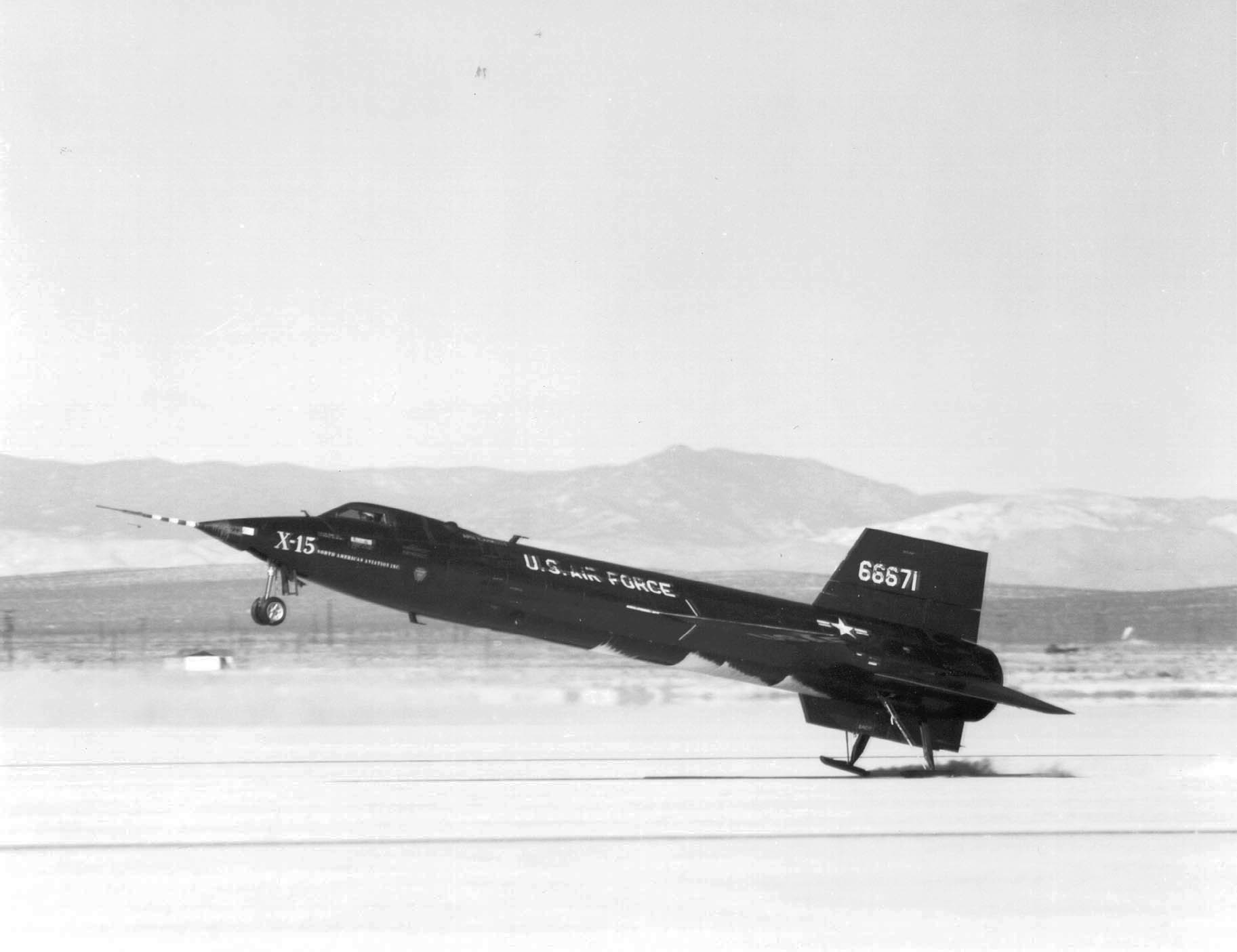